# 拍 (音乐)

节拍的层级：中间是拍层，上面是分拍层，下面是合拍层。

拍，也叫“节拍”，或“拍子”，是乐曲中是表示时间的基本单位。“拍子”一词可指速度、节拍、特定的节奏、律动感等一系列相关的概念。
音乐中的节奏以重拍和非重拍（通常称作“强拍”和“弱拍”）的重复为特征，并依照拍号和速度分割成小节。
比拍层更快的节拍等级是分拍层，更慢的是合拍层。拍子自古以来是音乐的重要元素。有些音乐流派，如迪斯科，一般会削弱拍子的重要性，而放克则强调拍子，以便配合舞蹈。

## 分拍
拍子可以结合成小节，也可以次分。这种结合和次分的性质，产生了节拍的概念。音乐中以两拍为单位结合的，称作二拍子；以三拍结合的，为三拍子。音乐中一拍一分为二的，是单拍子音乐，一拍一分为三的是复拍子。于是有单二拍子（2/4、4/4、2/2等）、单三拍子（3/4）、复二拍子（6/8）、复三拍子（9/8）。不规则的分拍和次分拍，即连音的分拍，需要标出数字（例如，将四分音符五等分）。次分拍层至少比拍层低两级：若有四分音符或附点四分音符，则次分拍至少要分到十六分音符。

## 下拍和上拍

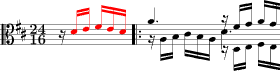
巴赫BWV 736的开头。红色音符表示上拍（弱起）。

下拍（downbeat）是每小节第一拍。上拍（upbeat）是紧邻下拍之前的上一小节最后一拍。这两个术语也与指挥的手势一致。在中国传统音乐，尤其是板腔体戏曲音乐的理论中，大致对应“板”和“眼”。
拍子的“方向性”在音乐的效果中十分明显。重拍（crusis）是一个小节或一个乐句的开始，推动声音的能量向前运动。上拍会进行到下拍，但没有那种声音的“爆发”，它只是下拍的准备。
一首曲子第一小节之前的音符，有时称作“弱起拍”（upbeat）音型/句；英语另有pickup（美国俗称）、anacrusis（源自希腊语ana“通往”+krousis“击打、冲击”，直接借自法语anacrouse，中译“弱起”小节）等表达。anákrousis英语直译为“推起”，术语源借自诗歌中对每行开始之前非重读音节的称谓。 

## 正拍和反拍

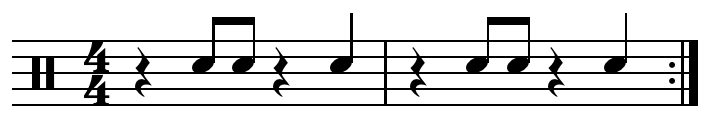
反拍音型，多见于小军鼓。

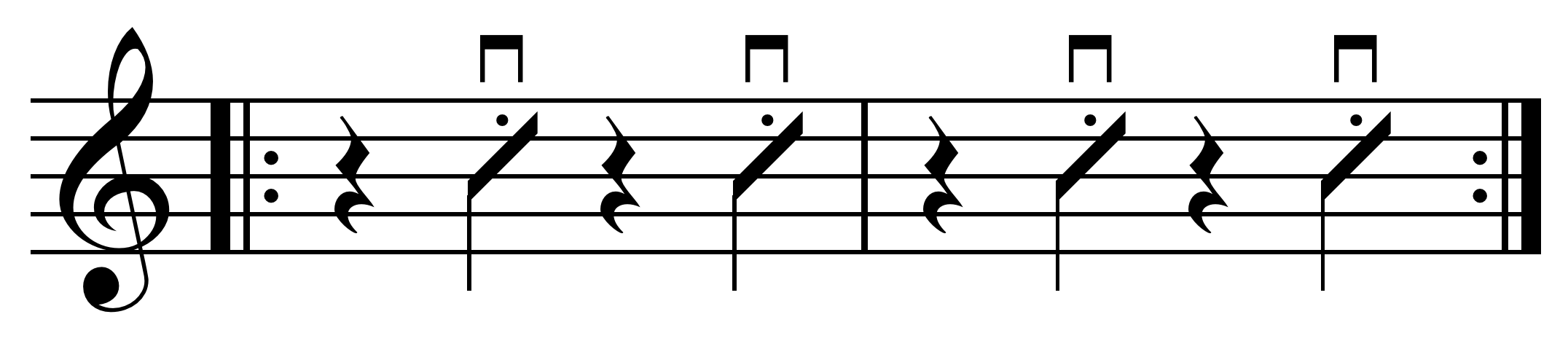
吉他的Skank节奏型。常被称作“upbeats”，与“upstrokes”相对。

在以4/4拍为常规的、数作“1 2 3 4, 1 2 3 4…”的音乐中，每小节第一拍（强拍）一般是旋律的最强重音，一般也是和弦改变的位置；第三拍是次强拍——以上二者合称“正拍”。第二、四拍是弱的“反拍”。拍子之间的分拍（如八分音符）更弱，若在节奏中多用，则也成为“反拍”。
。
匀速地反复从一数到四，就可以模拟这一效果。以下片段中每个强拍加入了底鼓，八分音符分拍加入稳定的ride镲，以此作为背景，来比较各种节奏型（粗体表示重拍）：
- 1 2 3 4 1 2 3 4 —单独播放八分音符和底鼓ⓘ。
- 1 2 3 4 1 2 3 4— 重拍在“正拍”上。 播放ⓘ 但可以将音型切分，分别强调奇拍和偶拍：
- 1 2 3 4 1 2 3 4 —重拍在意外位置，即切分节奏。 播放ⓘ